# Robert Borel-Rosny
Pour les articles homonymes, voir Borel et Rosny.
Robert Borel-Rosny, né le 18 janvier 1912 à Épinay-sur-Seine en France et mort le 11 août 1998 à Carentan dans la Manche, est un écrivain français, auteur de roman policier. Il est le petit-fils de J.-H. Rosny aîné et le neveu de J.-H. Rosny jeune.

## Biographie
Il est le mari de Raymonde Borel-Rosny (Raymonde Jardé). Avec son épouse, il écrit de nombreux romans policiers sous la signature R. & R. Borel-Rosny.
« Raymonde et Robert se sont mariés le 6 novembre 1937 à Paris, dans le 6ᵉ arrondissement, avec pour témoin Jean Perrin, président de l’Académie des Sciences et Prix Nobel de physique en 1926. »
Il est le fils d'Irmine Boex, fille aînée de J.-H. Rosny aîné (il est donc le petit-fils de ce dernier), et de Zdzislaw Kalinowski, architecte polonais.
Jean-Michel Pottier indique qu'en 1914, « quelques  [sic] temps après la déclaration de la guerre, alors que tous ses enfants ont quitté le domicile familial, Rosny aîné doit prendre en charge son petit-fils Robert, âgé de deux ans à peine. Il se charge de son éducation, de sa formation. À 58 ans, Rosny aîné recommence le métier de parent. »
Il est élevé par son grand-père, J.-H. Rosny aîné, et sa seconde femme, Marie Borel, dont il a combiné les deux noms afin de forger son propre pseudonyme.

## Œuvre

### Sous le nom Robert Borel-Rosny
- « Le Grand-père », in La Revue belge, 1er juin 1936
- « Notice biographique », in Portraits et souvenirs de Rosny aîné, Compagnie Française des Arts Graphiques, 1945
- « Pour le 25e anniversaire de sa mort : J.-H. Rosny aîné », in Les Annales n°173, mars 1965
- « Fiche auteur : J.-H. Rosny Aîné / Bibliographie », in Encrage no 17, janvier-février 1988

### En collaboration, sous le nom R. & R. Borel-Rosny
- Demandez la dernière sportive, Ferenczi & fils, 1952
- Une part de paradis, Ferenczi, 1952
- La Mort se fait les ongles, Ferenczi, 1952
- Bonjour, Toubib de mon cœur, Ferenczi, 1953
- Une place au cimetière, in Mystère magazine no 65, juin 1953
- La Mort a les mains propres, Ferenczi, 1953
- La Borne au diable, Ferenczi, 1953
- T'as vu ça d'ta fenêtre, Ferenczi, 1953
- Fameux Alibi, Ferenczi, 1954
- Un sacré turbin, Ferenczi, 1954
- La Peau d'un autre, Ferenczi, 1954
- On te coupera la tête, Ferenczi, 1954
- La Mort se fait la paire, Ferenczi, 1954
- Ne riez pas Mesdames, Ferenczi, 1955
- La Rouquine se met la ceinture, Ferenczi, 1955
- Ces demoiselles de bonne famille, Ferenczi, 1955
- C'est pour ce soir, Ferenczi, 1956
- Si vous passez par là, Ferenczi, 1956
- La Mort est dans les cartes, Ferenczi, 1956
- La Mort gagne le gros lot, Ferenczi, 1957
- Mort aux mariés, Ferenczi, 1957
- Dix millions comme un sou, Ferenczi, 1957
- Qui les tuait ?, Ferenczi, 1958
- La Rouquine au tapis, Ferenczi, 1958
- Ma haine pour toi, Ferenczi, 1959
- Poison pour tous, Ferenczi, 1959
- Sous le vieux Pont-Neuf, in Fiction no 76, mars 1960
- J.-H. Rosny aîné, Choix de textes établi par R. & R. Borel-Rosny, La Colombe, 1961

### Sources
: document utilisé comme source pour la rédaction de cet article.
- Claude Mesplède (dir.), Dictionnaire des littératures policières, vol. 1 : A - I, Nantes, Joseph K, coll. « Temps noir », 2007, 1054 p. (ISBN 978-2-910-68644-4, OCLC 315873251), p. 264